# Bedia Akartürk
Bedia Akartürk (Ödemiş (İzmir), 4 februari 1941) is een Turkse volksmuzikant en een van de belangrijkste volkszangeressen uit de tweede helft van de twintigste eeuw. Tevens verscheen ze tussen 1971 en 1987 als actrice in 6 verschillende films.

## Biografie
Akartürk groeide op als enig kind van haar ouders in het westen van Turkije en verscheen al op jonge leeftijd op het podium. Daarna werkte ze 9 jaar lang bij de "Izmir Radio", om vervolgens over te stappen naar de "Ankara Radio" (tr: Ankara Radyosu).

## Privé
Akartürk trad in 1960 op 19-jarige leeftijd in het huwelijksbootje met Atilla Seler. Samen kregen ze een dochter. Seler overleed in 2007 aan een hartaanval.

## Discografie[3]

### Albums
| Jaar | Album                                 | Label            |
| ---- | ------------------------------------- | ---------------- |
| 1969 | Bedia Akartürk                        | Pathé            |
| 1976 | Zühtü                                 | Kervan Plakçılık |
| 1977 | Bedia Akartürk                        | Kervan Plakçılık |
| 1982 | Gam Yükü                              | Yaşar Plakçılık  |
| 1983 | Su Akar Güldür Güldür                 | Yaşar Plakçılık  |
| 2017 | 55. Sanat Yılı                        | Ati Müzik        |
| 2018 | Ölümsüz Türkülerle                    | Ati Müzik        |
| n.b. | Vardım Hint Eline/Zülüf Dökülmüş Yüze | Kervan Plakçılık |
| n.b. | Sila Hasreti                          | Yaşar Plakçılık  |
| n.b. | Ne Güzel Yaratmış                     | Hülya Plak       |
| n.b. | Kullar Olam                           | Kervan Plakçılık |
| n.b. | Bedia Akartürk                        | Hülya Plak       |
| n.b. | Bedia Akartürk                        | Hülya Plak       |

## Filmografie
- 1971 - Alli turnam
- 1976 - Yarim Istanbul'u Mesken Mi Tuttun als Nazmiye
- 1983 - Çile dünyasi
- 1984 - Hüzün
- 1986 - Yar Etmem Seni
- 1987 - Ana Kalbi